# Eduardo Romano de Arantes e Oliveira
Eduardo Romano de Arantes e Oliveira GCIH (Lisboa, 1933) é um engenheiro civil, investigador português e professor catedrático aposentado do Instituto Superior Técnico.

## Biografia
É filho de Eduardo de Arantes e Oliveira e de sua mulher Joaquina Cristina Varela Romano.
Formou-se em engenharia civil pelo Instituto Superior Técnico da Universidade Técnica de Lisboa em 1956.
Em 1960 foi admitido no Laboratório Nacional de Engenharia Civil, tendo-lhe sido concedido em 1965 o título de especialista do LNEC. Foi chefe de Divisão de Matemática Aplicada de 1966 a 1971.
Em 1969 apresentou uma tese sobre a reformulação da Mecânica das Estruturas no concurso para professor catedrático de Resistência de Materiais do IST.
Foi ainda reitor da Universidade Técnica de Lisboa de 1974 a 1987, e director do LNEC de 1991 a 1998.

### Condecorações[3][4]
- Excelentíssimo Senhor Grã-Cruz da Ordem do Mérito Civil de Espanha (20 de Março de 1989)
- Grã-Cruz da Ordem do Infante D. Henrique de Portugal (1 de Junho de 2001)